# Nukak (langue)
Cet article concerne la langue nukak. Pour le peuple nukak, voir Nukak.
Le nukak (nʉkak en nukak, parfois aussi nɨkak ou nükak) est une langue maku parlée en Colombie entre les rivières Guaviare et Inirida par 200 Nukak.

## Écriture
Une proposition d’orthographe nukak a été faite par Dany Mahecha Rubio en 2006 et une orthographe basée sur celle-ci, utilisant les consonnes ‹ p, b, c, t, d, k, g, j, r, y, w, h, y, ’ › et les voyelles ‹ i, u, ʉ, e, o, a › a été proposée après des travaux fait en 2013 et 2014.